# Haeterius morsus
Haeterius morsus är en skalbaggsart som beskrevs av J. L. Leconte 1859. Haeterius morsus ingår i släktet Haeterius och familjen stumpbaggar. Inga underarter finns listade i Catalogue of Life.